# Firework Ait
Firework Ait ist eine Insel in der Themse, nahe Windsor, Berkshire, flussaufwärts des Romney Lock.
In einem Bericht aus den 1840er Jahren wird spekuliert, dass Percy Bysshe Shelley während er 1805 am Eton College war, mit seinem Skiff zu der Insel gefahren sei. Die Insel diente damals zum Abfeuern von Feuerwerken.